# SUPER BEST BOX SINGLE HISTORY 1979-1994 AND Snow Mail
『SUPER BEST BOX SINGLE HISTORY 1979-1994 AND Snow Mail』（スーパー・ベスト・ボックス シングル・ヒストリー 1979-1994 アンド スノウ・メイル）は、CHAGE&ASKA（現：CHAGE and ASKA）のCD-BOX。1994年12月16日に発売された 。発売元はポニーキャニオン (PCCA-00700)。
完全予約限定生産のため、現在は廃盤作品である。

## 背景
デビュー15周年記念企画アルバム第2弾。「SINGLE HISTORY」という名の通り、シングルA面曲のみを収録したアルバムとなっている。30万セット完全予約限定生産。当初は12月20日発売と発表されていたが、発売日が早まった。

## リリース
DISC1は『SUPER BEST』収録曲、DISC2は『SUPER BEST II』収録曲、DISC3はそれ以降に発売されたシングル曲を収録している（アルバムタイトルは「1979-1994」となっているが、1994年に発売されたシングル「HEART/NATURAL/On Your Mark」と「めぐり逢い」は収録されていない）。
DISC4は、1986年にアナログ盤限定で発売し、廃盤となっていたミニ・アルバム『Snow Mail』にボーナストラック3曲を追加収録した『Snow Mail Special』として本作で初CD化された。
収録曲のうちDISC1の全曲、DISC4の#1～#4はリミックスされている。DISC2は『SUPER BEST II』収録音源をリマスタリングしたものである。
DISC3の#1と#7はシングルバージョンだが、DISC2の#14はアルバム『TREE』、DISC3の#2はアルバム『GUYS』、#3～#5はアルバム『RED HILL』に収録されているバージョンである。

## 収録曲
| #         | タイトル                | 作詞             | 作曲      | 編曲      | 時間  |
| --------- | ----------------------- | ---------------- | --------- | --------- | ----- |
| 1.        | 「ひとり咲き」          | 飛鳥涼           | 飛鳥涼    | 瀬尾一三  | 5:41  |
| 2.        | 「流恋情歌」            | 飛鳥涼           | 飛鳥涼    | 瀬尾一三  | 5:29  |
| 3.        | 「万里の河」            | 飛鳥涼           | 飛鳥涼    | 瀬尾一三  | 4:01  |
| 4.        | 「放浪人 〜TABIBITO〜」 | 松井五郎         | CHAGE     | 瀬尾一三  | 4:07  |
| 5.        | 「男と女」              | 飛鳥涼           | 飛鳥涼    | 瀬尾一三  | 4:23  |
| 6.        | 「熱い想い」            | 飛鳥涼、松井五郎 | 飛鳥涼    | 平野孝幸  | 5:43  |
| 7.        | 「北風物語」            | 飛鳥涼、松井五郎 | 飛鳥涼    | 平野孝幸  | 4:21  |
| 8.        | 「マリオネット」        | 飛鳥涼           | 飛鳥涼    | 瀬尾一三  | 3:41  |
| 9.        | 「華やかに傷ついて」    | 飛鳥涼           | 飛鳥涼    | 平野孝幸  | 4:24  |
| 10.       | 「MOON LIGHT BLUES」    | 飛鳥涼           | 飛鳥涼    | 瀬尾一三  | 5:02  |
| 11.       | 「標的（ターゲット）」  | 飛鳥涼           | 飛鳥涼    | 平野孝幸  | 3:30  |
| 12.       | 「誘惑のベルが鳴る」    | 松井五郎         | CHAGE     | 瀬尾一三  | 4:12  |
| 13.       | 「オンリー・ロンリー」  | 飛鳥涼           | 飛鳥涼    | 平野孝幸  | 4:02  |
| 合計時間: | 合計時間:               | 合計時間:        | 合計時間: | 合計時間: | 58:36 |

| #         | タイトル                 | 作詞       | 作曲      | 編曲                        | 時間  |
| --------- | ------------------------ | ---------- | --------- | --------------------------- | ----- |
| 1.        | 「モーニングムーン」     | 飛鳥涼     | 飛鳥涼    | 佐藤準                      | 4:43  |
| 2.        | 「黄昏を待たずに」       | 飛鳥涼     | 飛鳥涼    | 飛鳥涼、瀬尾一三、THE ALPHA | 4:10  |
| 3.        | 「Count Down」           | 澤地隆     | CHAGE     | Light House Project         | 4:32  |
| 4.        | 「指環が泣いた」         | 飛鳥涼     | 飛鳥涼    | 佐藤準                      | 4:39  |
| 5.        | 「SAILOR MAN」           | 飛鳥涼     | 飛鳥涼    | 瀬尾一三                    | 4:32  |
| 6.        | 「ロマンシングヤード」   | 秋谷銀四郎 | CHAGE     | 瀬尾一三                    | 4:45  |
| 7.        | 「恋人はワイン色」       | 飛鳥涼     | 飛鳥涼    | 西平彰                      | 4:56  |
| 8.        | 「ラプソディ」           | 飛鳥涼     | 飛鳥涼    | 西平彰、十川知司            | 5:14  |
| 9.        | 「Trip」                 | 飛鳥涼     | 飛鳥涼    | 十川知司                    | 5:08  |
| 10.       | 「WALK」                 | 飛鳥涼     | 飛鳥涼    | 飛鳥涼・BLACK EYES          | 6:00  |
| 11.       | 「LOVE SONG」            | 飛鳥涼     | 飛鳥涼    | 飛鳥涼、十川知司            | 5:38  |
| 12.       | 「DO YA DO」             | 飛鳥涼     | 飛鳥涼    | 飛鳥涼、Jess Bailey         | 5:12  |
| 13.       | 「太陽と埃の中で」       | 飛鳥涼     | 飛鳥涼    | 飛鳥涼、Jess Bailey         | 5:08  |
| 14.       | 「SAY YES」              | 飛鳥涼     | 飛鳥涼    | 十川知司                    | 4:42  |
| 15.       | 「僕はこの瞳で嘘をつく」 | 飛鳥涼     | 飛鳥涼    | 十川知司                    | 5:20  |
| 合計時間: | 合計時間:                | 合計時間:  | 合計時間: | 合計時間:                   | 74:39 |

| 全作詞・作曲: 飛鳥涼。 |                                                   |           |            |                     |      |
| #                      | タイトル                                          | 作詞      | 作曲・編曲 | 編曲                | 時間 |
| 1.                     | 「if」                                            | 飛鳥涼    | 飛鳥涼     | 十川知司            | 5:31 |
| 2.                     | 「no no darlin'」                                 | 飛鳥涼    | 飛鳥涼     | 飛鳥涼、Jess Bailey | 5:30 |
| 3.                     | 「YAH YAH YAH」                                   | 飛鳥涼    | 飛鳥涼     | 飛鳥涼、十川知司    | 4:55 |
| 4.                     | 「夢の番人」                                      | 飛鳥涼    | 飛鳥涼     | 澤近泰輔            | 6:17 |
| 5.                     | 「Sons and Daughters 〜それより僕が伝えたいのは」 | 飛鳥涼    | 飛鳥涼     | 井上鑑              | 5:09 |
| 6.                     | 「You are free」                                  | 飛鳥涼    | 飛鳥涼     | 澤近泰輔            | 6:15 |
| 7.                     | 「なぜに君は帰らない」                            | 飛鳥涼    | 飛鳥涼     | 十川知司            | 4:39 |
| 合計時間:              | 合計時間:                                         | 合計時間: | 38:16      |                     |      |

| #         | タイトル                                   | 作詞           | 作曲          | 編曲                          | 時間  |
| --------- | ------------------------------------------ | -------------- | ------------- | ----------------------------- | ----- |
| 1.        | 「シルバーパラダイス」                     | 飛鳥涼         | 飛鳥涼        | 瀬尾一三                      | 3:50  |
| 2.        | 「ボニーの白い息」                         | 澤地隆         | CHAGE         | 瀬尾一三                      | 3:43  |
| 3.        | 「WHITE NIGHT, WHITE MOON」(英訳詞：Linda) | 飛鳥涼         | 飛鳥涼        | 瀬尾一三                      | 3:51  |
| 4.        | 「今宵二人でX'mas」                        | 澤地隆         | CHAGE         | 瀬尾一三                      | 4:42  |
| 5.        | 「WHITE CHRISTMAS」                        | Irving Berlin  | Irving Berlin | 服部隆之                      | 5:10  |
| 6.        | 「星に願いを〜WHEN YOU WISH UPON A STAR」  | Ned Washington | Leigh Harline | 服部隆之                      | 5:08  |
| 7.        | 「世界にMerry X'mas <Orchestra Version>」  | 飛鳥涼         | 飛鳥涼        | 飛鳥涼、Jess Bailey、服部隆之 | 6:58  |
| 合計時間: | 合計時間:                                  | 合計時間:      | 合計時間:     | 合計時間:                     | 33:22 |

## 楽曲解説

### DISC 1
1. ひとり咲き
1979年発売の1stシングル。オリジナルヴァージョンよりアウトロのフェードアウトが10秒ほど長くなっている。
2. 流恋情歌
1980年発売の2ndシングル。オリジナルヴァージョンよりアウトロのフェードアウトが5秒ほど早くなっている。
3. 万里の河
1980年発売の3rdシングル。
4. 放浪人 〜TABIBITO〜
1981年発売の4thシングル。オリジナルヴァージョンよりイントロが10秒以上長くなっているほか、ストリングスの音がほとんど聴き取れなくなっている。
5. 男と女
1981年発売の5thシングル。
6. 熱い想い
1982年発売の6thシングル。
7. 北風物語
1982年発売の7thシングル。
8. マリオネット
1983年発売の8thシングル。オリジナルヴァージョンよりアウトロのフェードアウトが6秒ほど早くなっている。
9. 華やかに傷ついて
1983年発売の9thシングル。オリジナルヴァージョンよりアウトロのフェードアウトが4秒ほど早くなっている。
10. MOON LIGHT BLUES
1984年発売の10thシングル。オリジナルヴァージョンよりアウトロのフェードアウトが10秒ほど長くなっている。
11. 標的（ターゲット）
1984年発売の11thシングル。
12. 誘惑のベルが鳴る
1985年発売の12thシングル。オリジナルヴァージョンよりアウトロのフェードアウトが11秒ほど長くなっている。
13. オンリー・ロンリー
1985年発売の13thシングル。

### DISC 2
1. モーニングムーン
1986年発売の14thシングル。本作に収録されているのは、ベストアルバム『SUPER BEST II』に収録されているヴァージョン。
2. 黄昏を待たずに
1986年発売の15thシングル。本作に収録されているのは、『SUPER BEST II』に収録されているヴァージョン。
3. Count Down
1986年発売の16thシングル。本作に収録されているのは、『SUPER BEST II』に収録されているバージョン。
4. 指環が泣いた
1986年発売の17thシングル。本作に収録されているのは、『SUPER BEST II』に収録されているヴァージョン。
5. SAILOR MAN
1987年発売の18thシングル。本作に収録されているのは、『SUPER BEST II』に収録されているヴァージョン。
6. ロマンシングヤード
1987年発売の19thシングル。本作に収録されているのは、『SUPER BEST II』に収録されているヴァージョン。
7. 恋人はワイン色
1988年発売の20thシングル。本作に収録されているのは、『SUPER BEST II』に収録されているヴァージョン。
8. ラプソディ
1988年発売の21stシングル。本作に収録されているのは、『SUPER BEST II』に収録されているヴァージョン。
9. Trip
1988年発売の22ndシングル。本作に収録されているのは、『SUPER BEST II』に収録されているヴァージョン。
10. WALK
1989年発売の23rdシングル。本作に収録されているのは、『SUPER BEST II』に収録されているヴァージョン。
11. LOVE SONG
1989年発売の24thシングル。本作に収録されているのは、『SUPER BEST II』に収録されているヴァージョン。
12. DO YA DO
1990年発売の25thシングル。本作に収録されているのは、『SUPER BEST II』に収録されているヴァージョン。
13. 太陽と埃の中で
1990年発売の26thシングル。本作に収録されているのは、『SUPER BEST II』に収録されているヴァージョン。
14. SAY YES
1991年発売の27thシングル。本作に収録されているのは、アルバム『TREE』に収録されているヴァージョン。
15. 僕はこの瞳で嘘をつく
1991年発売の28thシングル。本作に収録されているのは、『SUPER BEST II』に収録されているヴァージョン。

### DISC 3
1. if
1992年発売の29thシングル。シングル・ヴァージョンはアルバム初収録。
2. no no darlin'
1992年発売の30thシングル。本作に収録されているのは、アルバム『GUYS』に収録されているヴァージョン。
3. YAH YAH YAH
1993年発売の31stシングル『YAH YAH YAH/夢の番人』収録曲。本作に収録されているのは、アルバム『RED HILL』に収録されているヴァージョン。
4. 夢の番人
1993年発売の31stシングル『YAH YAH YAH/夢の番人』収録曲。本作に収録されているのは、『RED HILL』に収録されているヴァージョン。
5. Sons and Daughters 〜それより僕が伝えたいのは
1993年発売の32ndシングル。本作に収録されているのは、『RED HILL』に収録されているヴァージョン。
6. You are free
1993年発売の33rdシングル。
7. なぜに君は帰らない
1993年発売の34thシングル。シングル・ヴァージョンはアルバム初収録。

### DISC 4 [ Snow Mail Special ]
1. シルバーパラダイス
ミニアルバム『Snow Mail』収録曲。
2. ボニーの白い息
『Snow Mail』収録曲。
3. WHITE NIGHT, WHITE MOON
『Snow Mail』収録曲。
4. 今宵二人でX'mas
『Snow Mail』収録曲。
5. WHITE CHRISTMAS
1993年発売の33rdシングル「なぜに君は帰らない」のカップリング曲。アルバム初収録。
6. 星に願いを〜WHEN YOU WISH UPON A STAR
1993年発売の34thシングル「You are free」のカップリング曲。アルバム初収録。
7. 世界にMerry X'mas <Orchestra Version>
1993年発売の34thシングル「You are free」のカップリング曲。『GUYS』収録曲のオーケストラ・ヴァージョン。このヴァージョンはアルバム初収録。